# ディメトロドン
ディメトロドン （Dimetrodon、'二種類の歯'の意）は約2億9,500万 - 2億7,200万年前 （ペルム紀前期）に現在の北アメリカに生息していた肉食単弓類。単弓綱・盤竜目（ペリコサウルス目）・真盤竜亜目・スフェナコドン科。学名は、ラテン語で「2種類の長大な歯」の意。

## 特徴

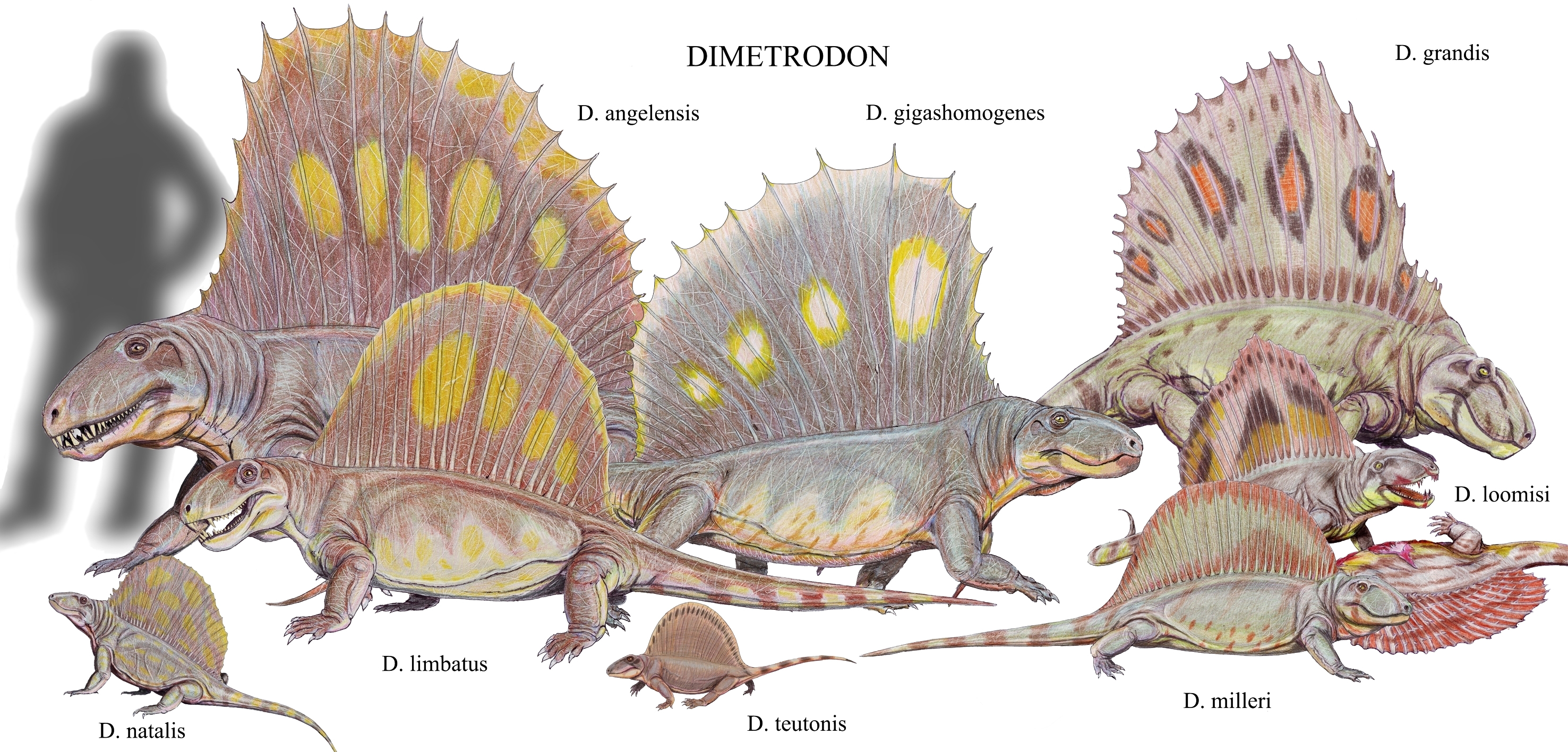
人間と複数種のディメトロドンの大きさ比較

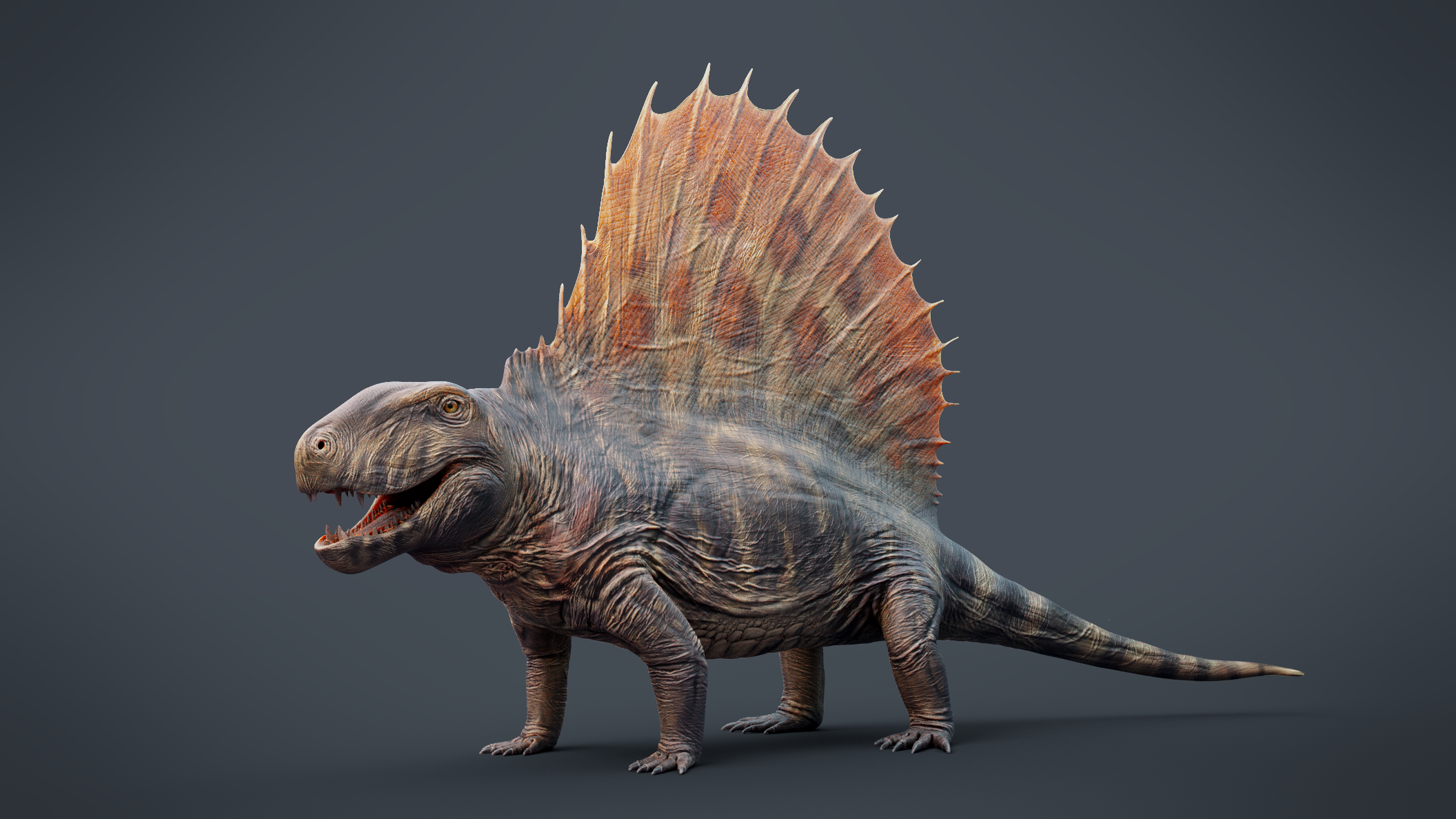
D. grandisの 3D モデル 復元図

ほとんどのディメトロドン属は全長1.7 - 3.5メートルであったが最小種D. teutonisは60cm程度であった。
体型はトカゲ型だが、背に脊椎が伸びて形成される「帆」を有し、ディスプレイなどに用いていたと想像されている。
頭骨は既に哺乳類的な特徴（骨同士の可動性が低くなっている点など）を備えつつあり、同時に歯列の異歯化が進みつつあった（切歯、犬歯、奥歯の区別がある）。 一方で現生哺乳類や派生的な獣弓類（キノドン類）において見られる二次口蓋は獲得していなかった。当時の盤竜類としては、細い体幹と尾、長い四肢を持ち、活動的な捕食者であったと考えられている。
なお、一般的には現生のトカゲのようにガニ股歩行をしていたと考えられているが、本種（もしくは近縁種）のものと推測されている足跡化石からは、彼らが時として半直立姿勢で歩行（もしくは走行）していたことが示されている。
強膜輪の構造から夜行性とする説もあるが、少なくともこの研究者たちによる恐竜に対する同様の研究は疑問視されている。

### 帆
ディメトロドンの最大の特徴は、伸長した脊椎の神経棘である。この棘の間には帆が張られていたと考えられている。
体温調節の役割を持ち、体を温めたり冷やしたりするために使用されたとする説があるが、その一方で近縁属には体温調節としての役割を果たすことのできない短い帆を持つものがおり帆の進化の歴史の大部分において体温調節としての機能を果たせなかったとされている。
帆の役割は体温調節ではなく、ライバルを脅す、仲間に見せびらかすなどの求愛行動に関連していると考えられている。

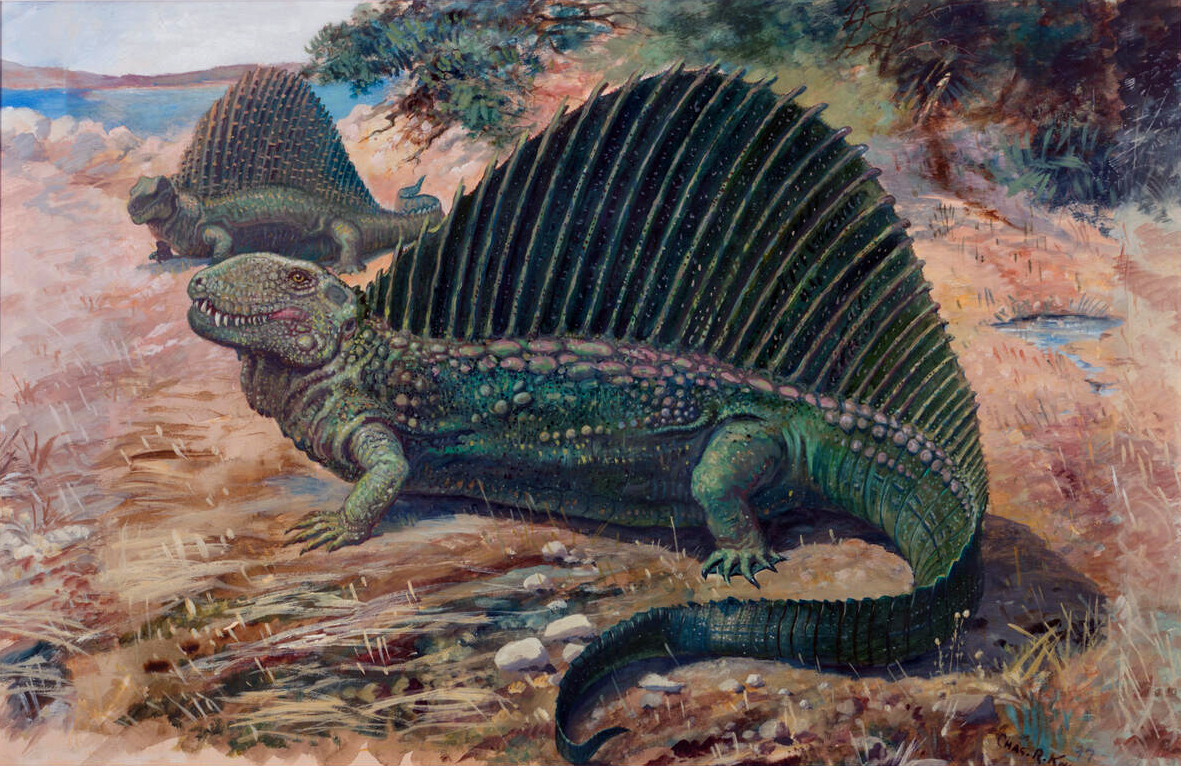
1897年に描かれた、初期の復元図。古くから現在とあまり変わらぬ姿で知られていたことがわかる。

ちなみにスフェナコドン科のメンバーは全体的に神経棘が伸びる傾向がある。セコドントサウルス属も帆を有し、またスフェナコドン属も、帆にまではなっていないものの、棘突起は椎体の5倍ほどまで伸びている。

## 現代の哺乳類との関係

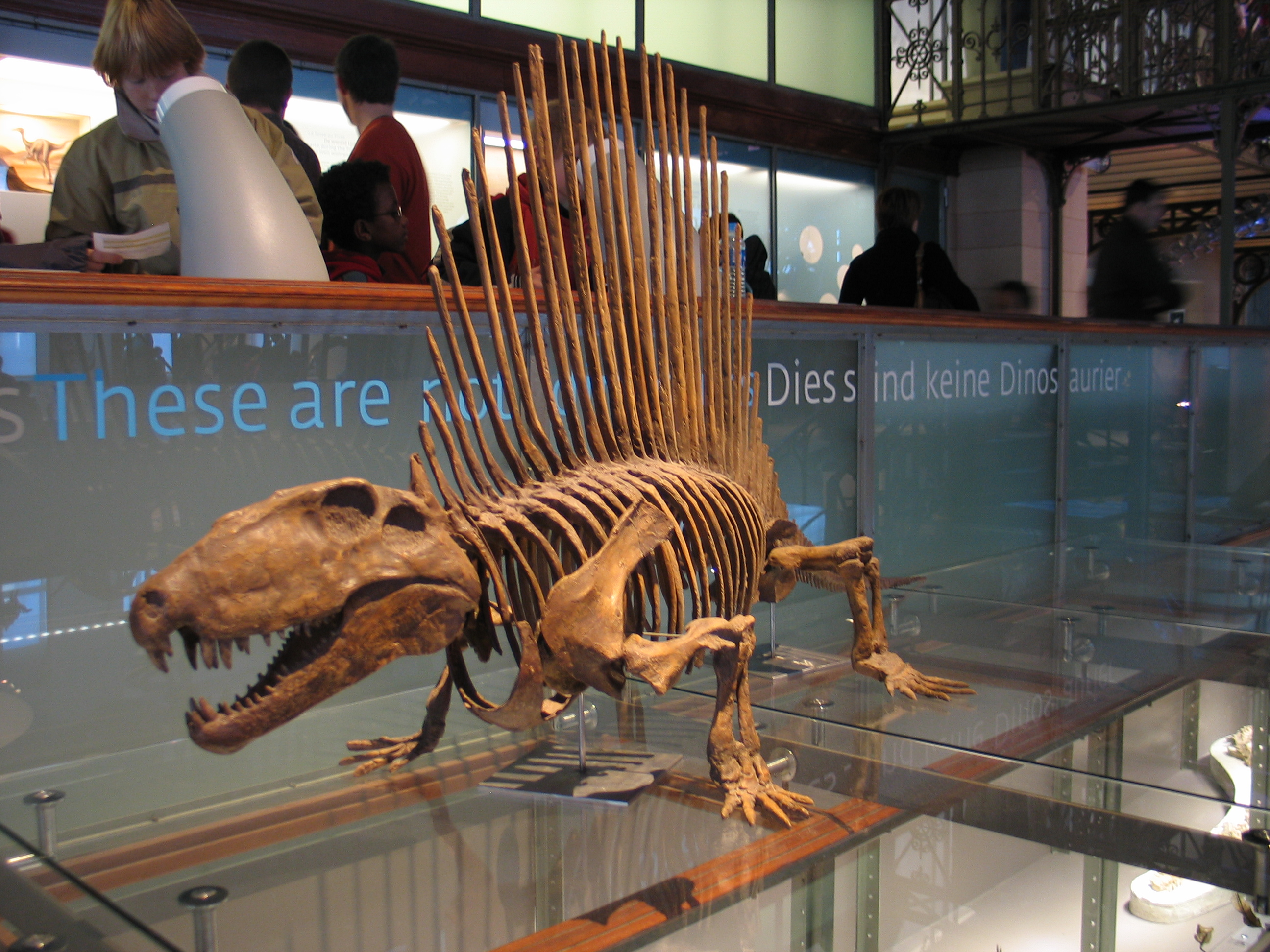
骨格標本。

ディメトロドンと現代の哺乳類は、外見上は何の関連もないと思われるが、この両者の間には異歯性という共通する特徴がある。ディメトロドンは、その学名の通りに突き刺す用途の歯（犬歯）と肉を切り裂く用途の歯という異なった用途の二種類の歯を持ち、捉えた獲物を効率的に咀嚼していたと考えられている。この形質は、のちに哺乳類に受け継がれるものである。ディメトロドン属そのものは哺乳類に繋がらず、子孫を残すことなく絶滅したが、ディメトロドンの属するスフェナコドン科に近い系統から、獣弓類（哺乳類に繋がる系統）が進化した。

## 分布
北アメリカのテキサス州及びヨーロッパから化石が発見されている。

## 主な種

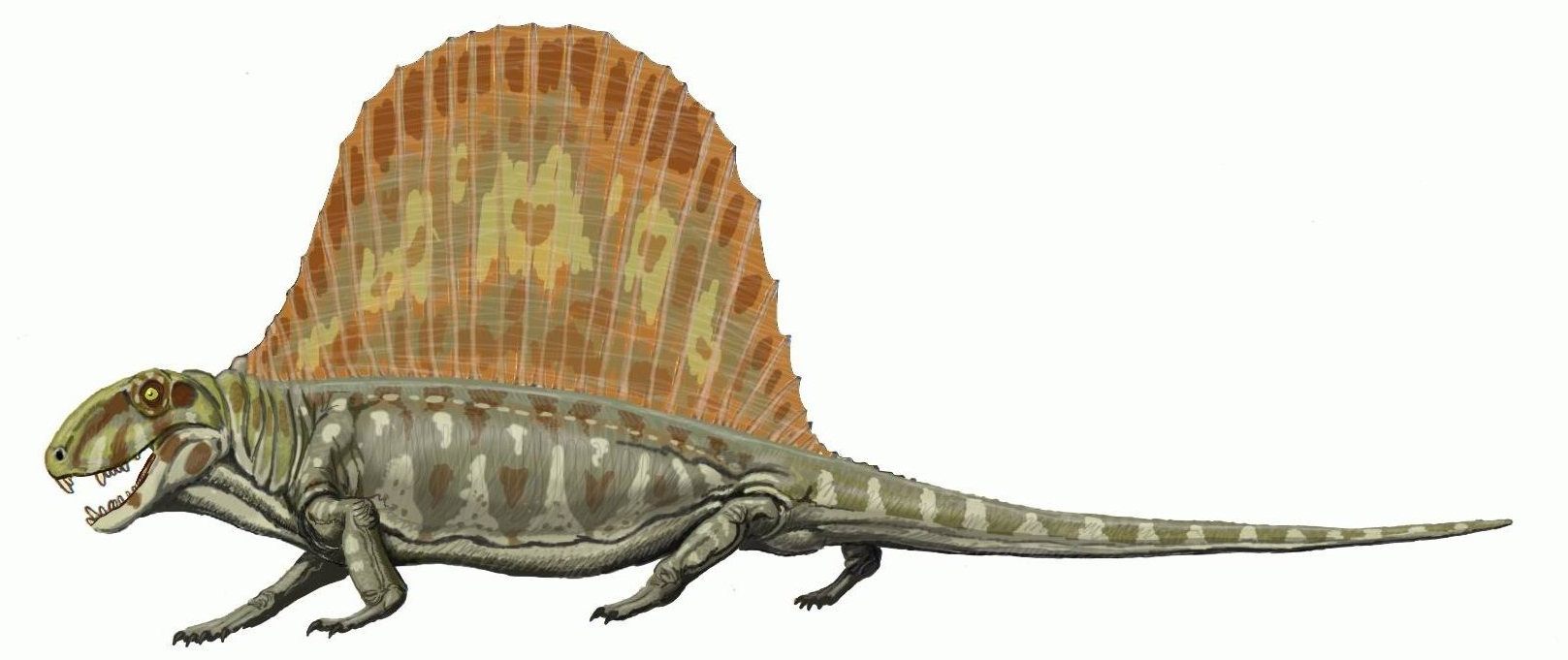
D. milleri (Romer 1937) テキサス州で発見された最も初期の種。全長174センチメートル。
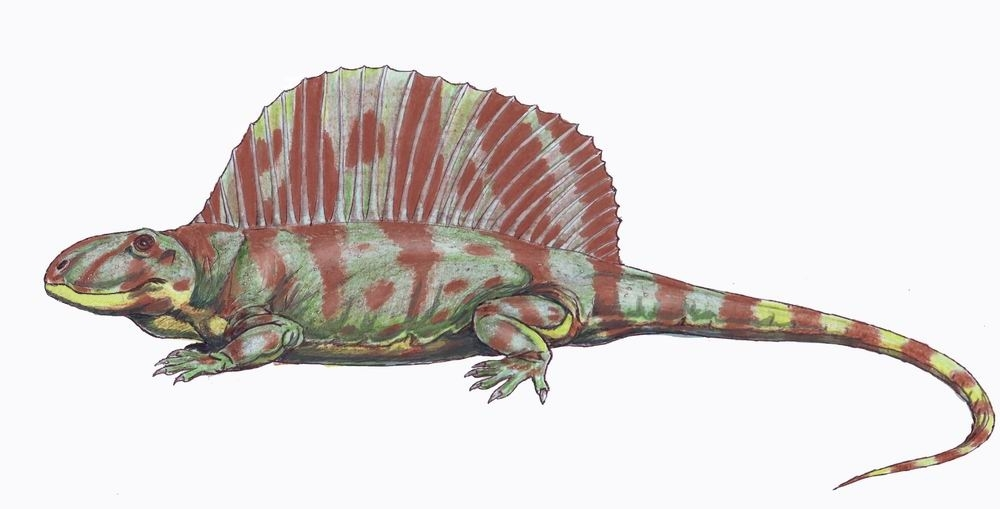
D. natalis (Cope 1877) テキサス州で発見された最小の種。頭蓋骨の長さは14センチメートル、帆は低い。
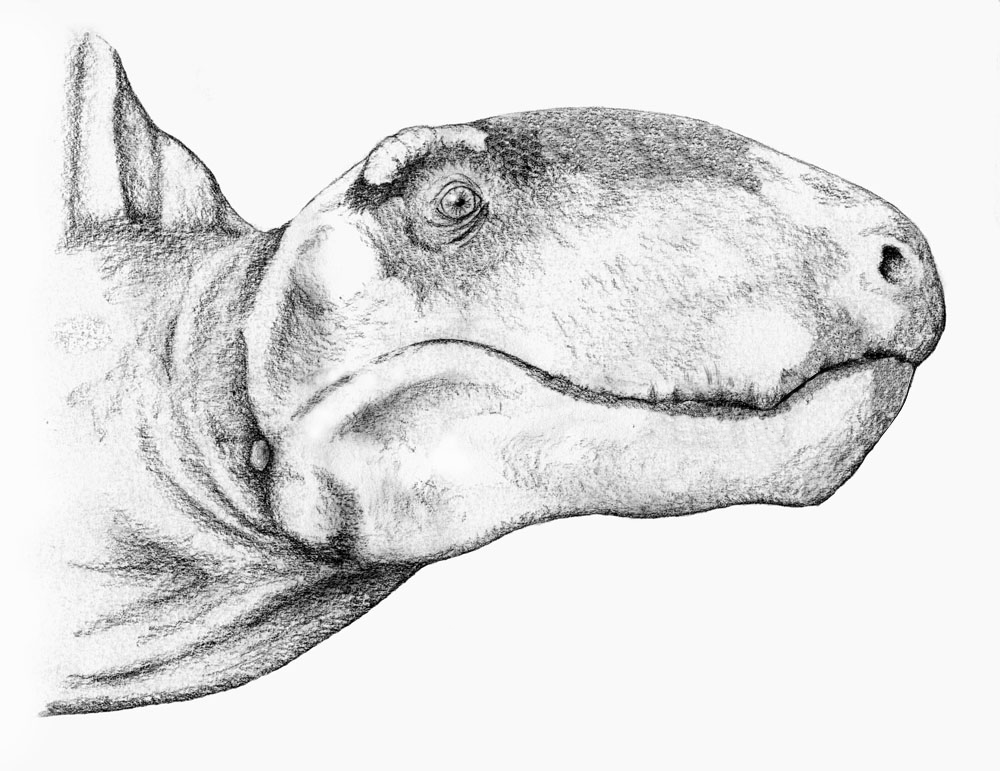
D. limbatus (Cope 1877) テキサス州で発見された種。全長2.6メートル。
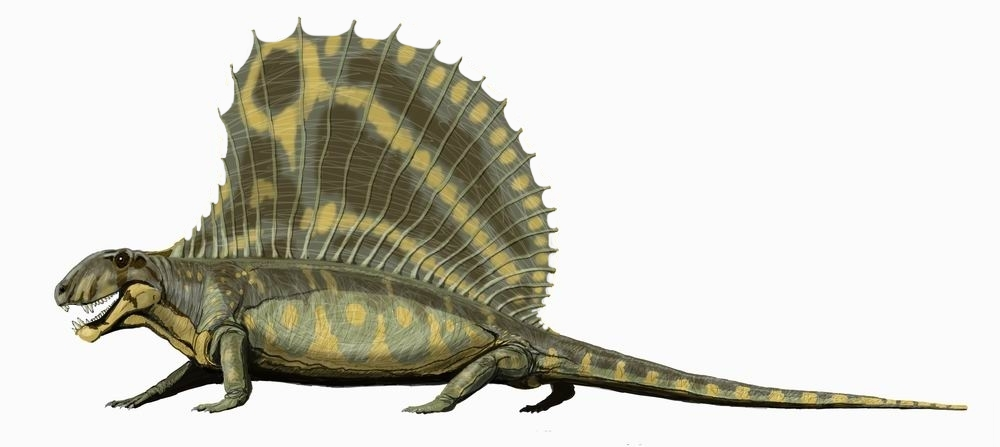
D. gigashomogenes (Case 1907) テキサス州で発見された大型種。全長は3.3m、帆は高く短い。
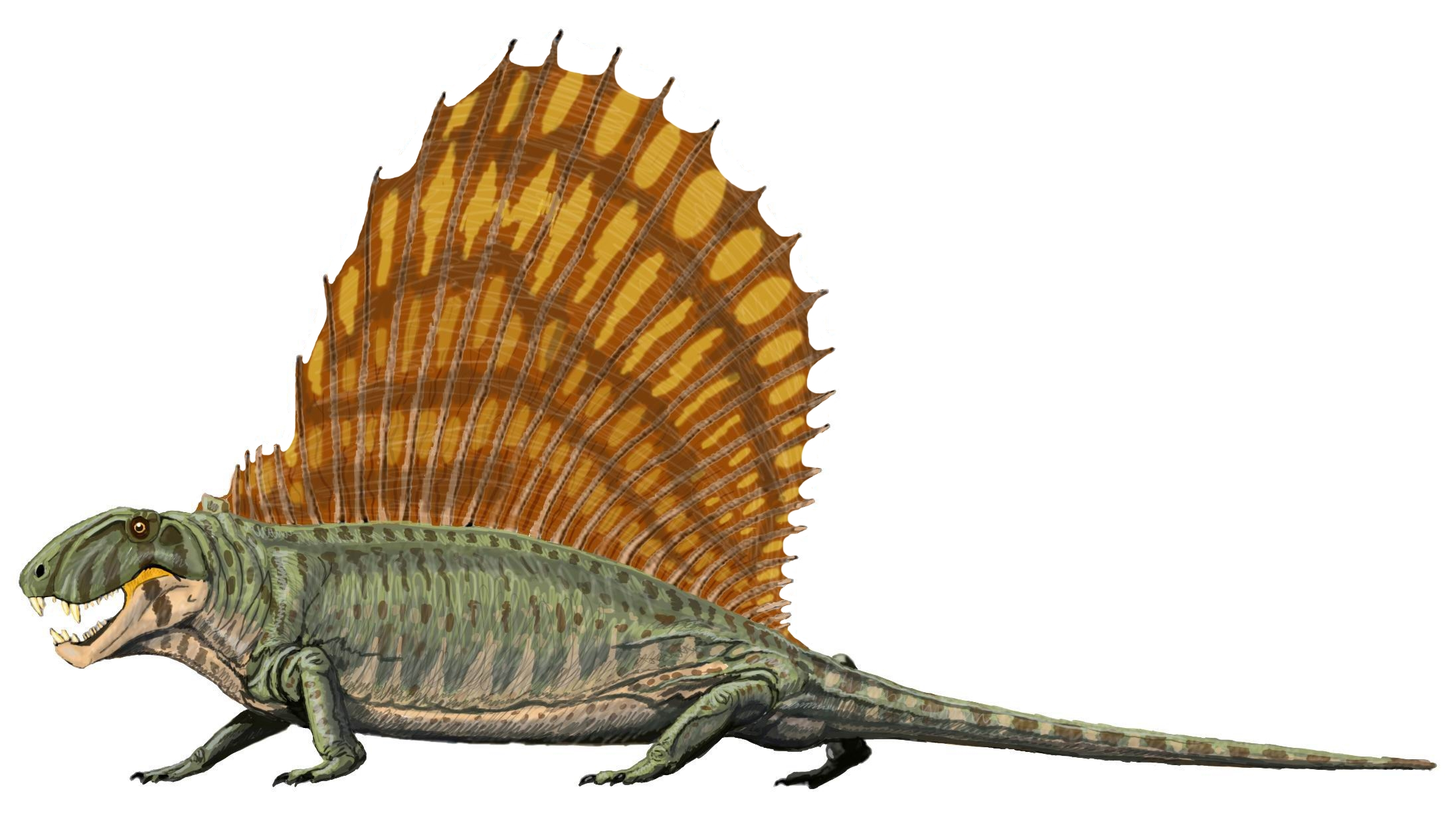
D. grandis (Case 1907) テキサス州で発見された大型種。全長3.2m。低い頭蓋骨が特徴。
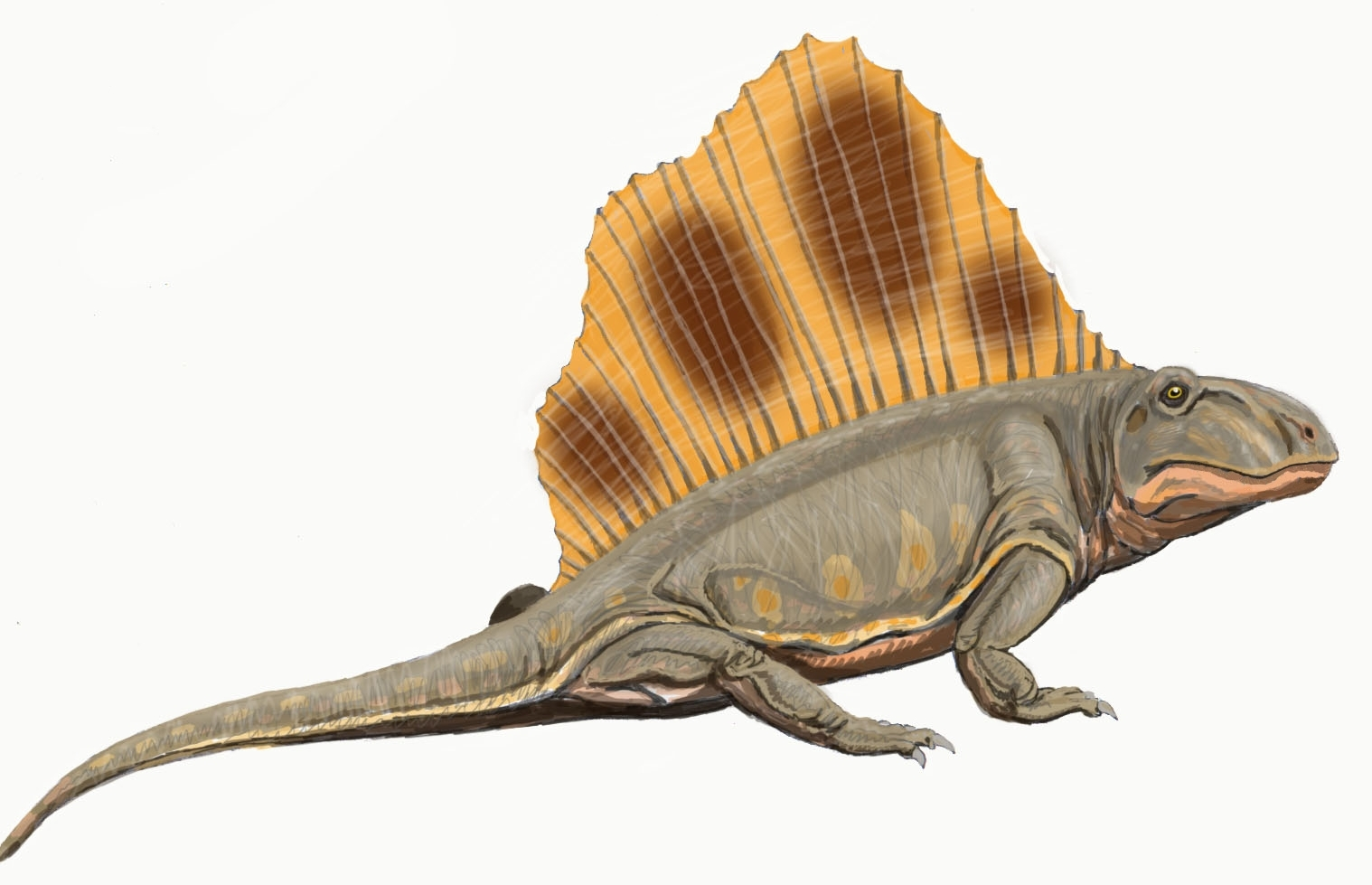
D. loomisi (Romer 1937) テキサス州で発見された種。全長2.2m。変則的な形状の帆と低い頭蓋骨が特徴。